# 184 Дейопея
184 Дейопея (184 Dejopeja) — астероїд головного поясу, відкритий 28 лютого 1878 року.
Тіссеранів параметр щодо Юпітера — 3,195.